# Кейт Фрост
Кейт Фрост (англ. Kate Frost, род. 25 ноября 1980, Меса, Аризона) — американская порноактриса, лауреатка премии AVN Award.

## Биография
Родилась 25 ноября 1980 года в городе Меса, штат Аризона. Училась в Bostrom Alternative High School и Metro Tech.
Дебютировала в порноиндустрии в 2000 году, в возрасте около 20 лет. Снималась для таких студий, как ClubJenna, Brazzers, Evil Angel, Vivid Entertainment Video и других. Также участвовала на кабельных каналах в телешоу для взрослых, таких как Night Calls, Sexy Girls Next Door и Sex Court, в различных передачах для Cinemax и HBO.
В 2002 году была номинирована на AVN Awards в категории «лучшая новая старлетка». В 2003 году получила премию AVN Awards в номинации «лучшая сцена анального секса — фильм» за Fashionistas совместно с Рокко Сиффреди. В этом же году была номинирована в категории «лучшая актриса — видео» за Virgin Canvas.
Ушла из индустрии в 2017 году, снявшись в 165 фильмах.

## Награды и номинации
| Год  | Церемония  | Результат | Номинация                           | Работа           |
| ---- | ---------- | --------- | ----------------------------------- | ---------------- |
| 2002 | AVN Awards | Номинация | Лучшая новая старлетка              | н/д              |
| 2003 | AVN Awards | Победа    | Лучшая сцена анального секса, фильм | The Fashionistas |
| 2003 | AVN Awards | Номинация | Лучшая актриса, видео               | Virgin Canvas    |

## Избранная фильмография
- Virgin Canvas
- Fashionistas
- The Violation of Kate Frost[9]
- Big Boobs The Hard Way
- Big Tits At School
- Horny Housewives 3
- Tristan Taormino’s Ultimate Guide to Anal Sex for Women 2